# Иван Бах
Иван Бах (Загреб, 12. децембар 1910 – Загреб, 9. јул 1983) је био историчар уметности и преводилац.

## Биографија
Рођен је у Загребу 12. децембра 1910. у од мајке Нине Вавре, глумице и списатељице и оца Јосипа Баха, позоришног управника и режисера.
Студирао је историју уметности и класичну археологију на Филозофском факултету у Загребу (1930 – 1935). Припада загребачкој школи и изразити је представник генерације историчара, ученика професора Артура Шнајдера, који су стасали пред Други светски рат.
Након што је дипломирао, једно краће време је радио у Археолошком музеју у Загребу. Из тог периода је и његова докторска теза „Антикни фигурални бронзани предмети Археолошко-хисторијског музеја у Загребу“. Докторирао је 1939.
У младости се повремено бавио превођењем. Тако је у Народном позоришту у Београду 1934. игран његов превод комедије „Интимности“ (енгл. Private lives) Ноела Кауарда.
Од пресудног значаја за његову каријеру је био долазак у Музеј за умјетност и обрт, којим је од 1933. руководио Владимир Ткалчић. Запослио се 1937. као кустос. Већ наредне године, под Ткалчићевим надзором радио је на инвентару уметничких дела из ризнице православног манастира Гомирје. Након тога је радио на сређивању, обради и излагању збирке православне црквене уметности у Музеју, која се увећавала новим откупима. У исто време се бавио обрађивањем икона из цркве у Комоговини. Године 1940. је обишао цркву и фотографисао једини сигнирани иконостас Василија Романовича из 1758, у цркви Светог Георгија у Слатинском Дреновцу, код Ораховице, кога су спалиле усташе 1941. са целокупним црквеним инвентаром. Захваљујући фотографским снимцима сачувана је само успомена на ово Романовичево дело.
У Музеју за умјетност и обрт је провео највећи део свог радног века, од 1937, па све до пензионисања 1973. Рад у музеју је прекидао само у периодима 1942—1943, радећи као вршилац дужности управитеља Етнографског музеја у Бања Луци, у периоду 1943—1945 је био доцент на Филозофском факултету на Свеучилишту у Загребу, а током  1950—1951 је био вршилац дужности директора Конзерваторског завода у Загребу.
Почетком Другог светског рата, по формирању Независне Државе Хрватске, донет је низ законских одредби којима су озакоњени пљачка, демолирање и рушење фрушкогорских манастира и српских цркава на подручју НДХ. Девастација и рушење цркава, манастира и свих установа
културе је вршена плански и систематски. Формиран је суд у Сремским Карловцима, чије је име промењено у Хрватске Карловце, са задатком да изврши пренос непокретне имовине Патријаршије, као и имовине српских завода и установа власништво НДХ. На захтав Владимир Ткалчића, као равнатеља Музеја за умјетност и обрт у Загребу и мимо знања министра наставе Милета Будака, Министарство наставе је издало одредбу да у сарадњи са особљем Археолошког, Хисторијског, Етнографског музеја, те Конзерваторског завода у Загребу преузме све старине у православним црквама и манастирима у Хрватској, које су биле извргнуте пропасти.
Иван Бах, заједно са Владимиром Ткалчићем, спасио је од пропасти многе драгоцене уметничке предмете, највише из православних цркава и манастира на територији НДХ који су им били доступни. Драгоцености су највећим делом биле из фрушкогорских манастира. Захваљујући познавању православне црквене уметности, Иван Бах је имао битну улогу у акцији спашавања. Током читавог рата је радио на сређивању и инвентарисању, те пружио велику помоћ екипи музејских стручњака.
Спашени материјал је до краја рата чуван у Музеју за умјетност и обрт, у трезорима Свеучилишне књижнице, централној књижници „Просвјете“ и Музеју града Загреба. Након рата, заједно са Владимир Ткалчићем, Радославом Грујићем и Зденком Војновићем, нашао се у комисији, чији је задатак био повратак црквених ствари Српској православној цркви, али је у току рада комисије одлучено да се повратак изврши само за ствари које су припадале црквама на територији Србије, што је и учињено априла 1946. У случајевима где је то било могуће, односно цркве нису биле срушене, ове ствари су враћене на своја првобитна места, а остатак је депонован у просторије Српске патријаршије.
Три хрватске институције су остатак сачуваног материјала тек 1983. вратиле Српској православној цркви, а 1985. је отворен музеј Српске православне цркве Епархије загребачко-љубљанске 1985. Приликом отварања музеја, заједно са Владимиром Ткалчићем, Иван Бах је постхумно проглашен почасним чланом Друштва конзерватора Хрватске, због заслуга за спашавање сакралног блага српских манастира и црквених ризница од ратног разарања.
Био је члан послератне реституционе комисије Владе ФНРЈ, за повратак уметничких дела и споменика културе из Мађарске и Аустрије, у инвентарисању споменика културе који су остали у Мађарској.
Након рата, радио је на обнови музејске поставке, а затим се определио за збирку метала, на којој је радио до пензионисања 1973. Организовао је изложбе метала и црквене уметности у Музеју за уметност и обрт у Загребу. У Београду је организовао савезну изложбу „Уметничка обрада метала народа Југославије кроз векове“ (1956) У периоду 1958—1966 је био председник Интернационалног музејског већа.
Посветио се примењеној уметности, првенствено вештачкој обради метала и златарству, као и њиховом историјском и естетском проценом. Објавио је велики број научних радова из области златарства. Писао је о уметности, у временском периоду од антике, до 20. века. Суштину његовог рада представљају истрајна архивска и теренска истраживања, пре свега злата и метала, што му је била ужа специјалност специјалност, а у ширем смислу проучавао је и фотографију, керамику, штампарство, столарство, затим сликарство српских уметника у Хрватској, као и деловање домаћих уметника у Мађарској и Аустрији, али и обрнуто. Прикупио је велику количину грађе о загребачким златарима у 17. и 18. веку и дошао до спознаје домаће аутохтоне златарске производње. Као кустос збирке металних предмета у Музеју за умјетност и обрт у Загребу истраживао је податке о старијим кујунџијама у Хрватској, пре свега у Загребу и Вараждину.

## Дела
Већина његових радова су остали расути по часописима, новинама, каталозима, зборницима и енциклопедијама.
- „Прилози повијести српског сликарства у Хрватској од краја XVII до краја XXVIII вијека“ (1949)[17]
- „Три рада страних умјетника у Хрватској“ (1957)[18]
- „Прилози познавању златарских радова у Хрватској“ (1961)[19]
- „Метални предмети цркве Св. Ивана у Загребу“, (1966)[20]
- „Три калежа из четрнаестог стољећа“ (1971)[21]
- „Мач дубровачког кнеза, дар Матије Корвина“ (1971)[22]
- „Емаљне плочице из века у Рабу“ (1972)[23]
- „Звоно из XIII стољећа у Музеју града Шибеника“ (1972)[24]
- „Вараждински златари Јурај Кунић (око 1977-1831) и његов син Винко (1977)“